# Home Taping Is Killing Music
 (novembre 2012).
Si vous disposez d'ouvrages ou d'articles de référence ou si vous connaissez des sites web de qualité traitant du thème abordé ici, merci de compléter l'article en donnant les références utiles à sa vérifiabilité et en les liant à la section « Notes et références ».
« Home Taping Is Killing Music » (de l'anglais signifiant littéralement « L'enregistrement sur cassette à domicile est en train de tuer la musique »), est le slogan d'une campagne contre la contrefaçon faite dans les années 1980 par la British Phonographic Industry (BPI). Avec la banalisation des magnétophones, la BPI craignait en effet que l'enregistrement à domicile ne causât une baisse des ventes d'enregistrements. Le logo, représentant un pavillon de pirates composé d'une silhouette de cassette audio sur deux os croisés, était sous-titré « and it's illegal » (« et c'est illégal »).

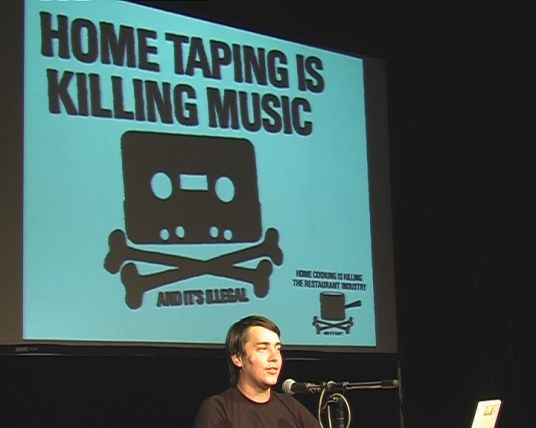
En fond d'écran le slogan original (et en petit à droite une parodie, sous une casserole et deux tibias, on peut lire "Home cooking is killing the restaurant industry. And It's Tasty" : "Cuisiner chez soi tue l'industrie de la restauration. Et c'est bon"

Le message a continué à être utilisé. En 1982, Jack Valenti affirma que le magnétoscope ruinerait l'industrie américaine du film, et en 2005 Mitch Bainwol de la RIAA affirma que la gravure de CD fait du mal à la vente de musique. Une campagne similaire, lancée par la branche norvégienne de l'International Federation of the Phonographic Industry (IFPI), présentait le même message, le même nom, et même un logo similaire. Cette campagne fut récompensée du Prix Gulltaggen 2008 de la "meilleure stratégie Internet".
Un des premiers défenseurs de l'enregistrement à domicile était Malcolm McLaren, à l'époque manager du groupe britannique Bow Wow Wow. En 1980, le groupe sortit son single C30, C60, C90 Go, sur une cassette dont une face était vierge, permettant à l'acheteur d'enregistrer sa propre musique. Le label EMI mit fin à sa collaboration avec le groupe, estimant que ce single incitait à l'enregistrement à domicile.

## Point de vue légal
Le mécanisme de la copie privée, introduit en France en 1985, rend la copie sur des cassettes ou un autre support légal. Ce droit n'est cependant pas le même au Royaume-Uni. La dernière phrase de la campagne « and it's illegal » (« et c'est illégal ») ne s'applique donc pas en France.

## Parodies

### Par des groupes de musique
Le slogan a été souvent parodié, par exemple avec l'ajout de « and it's about time too! » utilisé par le groupe anarcho-punk néerlandais The Ex.
Certains fanzines changèrent le slogan en « Home Taping is Killing the Music Industry », en sous-titrant « … so be sure to do your part ».
En 1981, les Dead Kennedys imprimèrent « Home taping is killing big business profits. We left this side blank so you can help »  sur une face de leur album vendu en cassette, In God We Trust, Inc..
Un autre exemple fut le slogan du début des années 1980 « Home Taping is Skill in Music » , faisant référence aux premières mixtapes, précurseurs du sampling et des remix.
Le logo représentant une cassette sur deux os croisés a été brièvement montré en arrière-plan dans le clip de Time Out For Fun, du groupe Devo, dans leur album Oh, No! It's Devo sorti en 1982.
Dans Black Metal (1982), le groupe Venom a utilisé les mots « Home Taping is Killing Music; So Are Venom ».
La phrase « Home Taping is Making Music » (« enregistrer à domicile, c'est créer de la musique ») apparaît au dos de la pochette de l'album Tone Poems, autoproduit par Peter Principle en 1988.
Le groupe punk Rocket from the Crypt, basé à San Diego, a vendu des T-shirts avec le logo et les mots « Home Taping is Killing the Music Industry; Killing Ain't Wrong ».
Sonic Youth vend des t-shirts avec le logo au-dessous duquel est écrit « Sonic Youth ».
La couverture de l'album Workers Playtime de Billy Bragg comprend le message « Capitalism is Killing Music - pay no more than 4,99 £ for this record » ,.
Mitch Benn commente aussi « Home taping isn't killing music, music's dying of natural causes » dans sa chanson Steal This Song sur son album Radioface.
La version cassette de l'EP In God We Trust des Dead Kennedy avait une face vierge, sur laquelle était imprimé « Home taping is killing record industry profits! We left this face blank so you can help » . Seule la version Alternative Tentacles fut diffusée de la sorte. La version Faulty Products diffère.
« Home taping's killing music » est aussi le titre d'une chanson de Misty's Big Adventure (un groupe de Birmingham), qui parvient à une conclusion illogique en se basant sur les implications du slogan.
En 2005, Zane Lowe, DJ sur la station de radio britannique Radio 1, a effectué dans tout le Royaume-Uni la tournée "Home Taping Tour". Les éléments promotionnels de la tournée portaient le logo.
Bomb the Music Industry!, un groupe de ska punk, a parodié le logo en remplaçant la cassette par un iPod, idée de leur chanteur Jeff Rosenstock. Ce logo parodié a été peint à la bombe sur des T-shirts.

### Par d'autres organisations
Plus récemment, le groupe Downhill Battle, prônant l'échange de fichiers en P2P, a utilisé le slogan « Home Taping is Killing the Music Industry, and It's Fun » .
Le site The Pirate Bay utilise comme logo un vaisseau pirate dont les voiles sont marquées du logo comportant une cassette sur deux os croisés.
Le Parti pirate britannique a une version du logo avec le slogan modifié « Copyright is Killing Music - and It's Legal ».
Piratbyrån, une organisation suédoise, utilisait le logo comme sien.
En 2010, au cours de leur campagne contre les propositions du gouvernement britannique en matière d'échanges de fichiers, TalkTalk créa une vidéo parodique intitulée « Home Taping is Killing Music ». La bande son est composée et interprétée par Dan Bull, et la vidéo montre des sosies de Madonna, George Michael, et Adam Ant en train de chanter en lipsync sur la chanson.
La Route du Rock, festival de musique se déroulant à Saint-Malo, utilise ce logo comme visuel, en rapport avec le surnom de la ville, la "cité corsaire".

### Dans la culture populaire

Home sewing is killing fashion.

- La sitcom britannique The IT Crowd (2006-2010) montre un poster parodique « Home sewing is killing fashion » [trad 12] dans la cuisine de Roy, qui porte aussi un T-shirt « Home Taping is Killing Music » dans la saison 4.

### Traductions
1. ↑  « et c'est pas trop tôt ! »
2. ↑  « L'enregistrement à domicile est en train de tuer l'industrie musicale… alors faites votre part du travail »)
3. ↑  « L'enregistrement sur cassette tue les gros profits. Nous avons laissé cette face vierge pour que vous aidiez. »
4. ↑  « L'enregistrement à domicile est un talent musical »
5. ↑  « L'enregistrement à domicile tue la musique ; Venom aussi »
6. ↑  « L'enregistrement à domicile tue l'industrie musicale ; tuer n'est pas un mal »
7. ↑  « Le capitalisme est en train de tuer la musique - ne payez pas plus de 4.99 £ pour ce disque »
8. ↑  « L'enregistrement à domicile ne tue pas la musique, la musique est en train de mourir de cause naturelle »
9. ↑  « L'enregistrement à domicile est en train de tuer les profits de l'industrie du disque ! Nous avons laissé cette face vierge pour que vous puissiez participer »
10. ↑  « L'enregistrement à domicile est en train de tuer l'industrie musicale, et c'est amusant »
11. ↑  « Le copyright est en train de tuer la musique - et c'est légal »
12. ↑  « la couture à domicile tue la mode »